# Крисанов, Николай Васильевич
Никола́й Васи́льевич Крисанов (1893—1948) — советский военачальник, участник Великой Отечественной войны, Герой Советского Союза (29.10.1943). Генерал-майор инженерных войск (1.09.1943).

## Биография

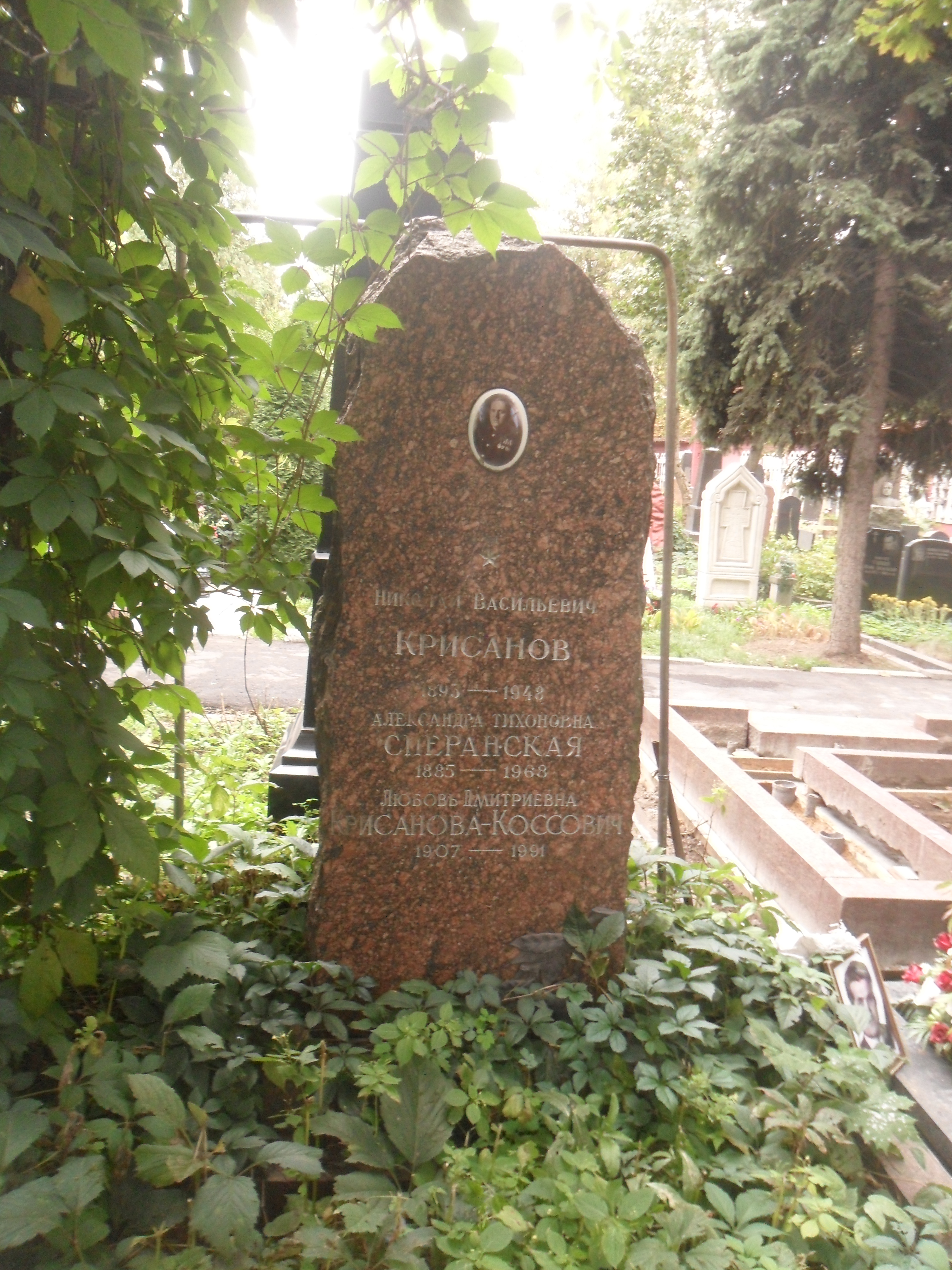
Могила Крисанова на Новодевичьем кладбище Москвы.

Николай Крисанов родился 1 апреля 1893 года в Перми. Отец его был капитаном речных судов, начинавшим работу простым матросом. 
Окончил школу и Пермское реальное училище в 1910 году. Во время учёбы занимался музыкой в оркестре Ария Пазовского. После его окончания учился на строительном факультете Санкт-Петербургского политехнического института.
В 1914 году, после начала Первой мировой войны, был призван с последнего курса института на службу в Русскую императорскую армию. Окончил ускоренный курс Павловского военного училища в 1915 году. Участвовал в боях Первой мировой войны, С мая 1915 года был помощником корпусного инженера 14-го армейского корпуса на Западном фронте. Был ранен. Дослужился до чина поручика.
В апреле-октябре 1919 года служил в армии адмирала А. В. Колчака.
В декабре того же 1919 года перешёл на службу в Рабоче-крестьянскую Красную Армию. Участвовал в Гражданской войне. Был заведующим сапёрным классом 1-го Сибирского запасного инженерного батальона на Восточном фронте, с апреля 1920 — инженер-фортификатор Управления инженерных войск 5-й армии Восточного фронта, с октября начальник отдела Управления инженерных войск Южного фронта. Воевал против войск А. В. Колчака и П. Н. Врангеля. Под командованием Д. М. Карбышева участвовал в инженерной подготовке штурма красными войсками укреплений на Перекопе в ходе Перекопско-Чонгарской операции. 
После окончания Гражданской войны служил в инженерных войсках. С 1920 года — начальник отдела Управления инженерных войск Вооружённых сил Украины и Крыма (Харьков). С 1924 года служил в Военно-строительном управлении РККА: помощник начальника и начальник отдела, старший инспектор, заместитель начальника отдела, начальник технического сектора. С 1934 года был главным инженером Управления строительных работ РККА. С 1937 года — начальник отдела материалов в Госплане СССР. В начале 1941 года назначен главным инженером 3-го военно-полевого строительства.
С 1941 года военинженер 1-го ранга Крисанов участвовал в Великой Отечественной войне. С июля 1941 года был начальником Управления 5-го и 28-го военно-полевых строительств. С ноября 1941 года — командир 17-й сапёрной бригады в составе 6-й сапёрной армии, которая участвовала в строительстве волжско-сурского оборонительного рубежа и оборонительных рубежей в тылу Брянского фронта. С июня 1942 года был начальником инженерных войск 4-й резервной армии, тогда же переаттестован в полковники (1.06.1942). 
С августа 1942 года — начальник инженерных войск 38-й армии на Брянском, Воронежском и 1-м Украинском фронтах. Участвовал в Воронежско-Ворошиловградской оборонительной операции, в Воронежско-Касторненской и в Харьковской наступательных операциях, в Харьковской оборонительной (1943 года) операции, в Курской битве, в Сумско-Прилукской и в Киевской наступательной операциях, в Киевской оборонительной 1943 года операции, в Житомирско-Бердичевской наступательной операции. Вступил в ВКП(б) в 1943 году.
Начальник инженерных войск 38-й армии Воронежского фронта генерал-майор инженерных войск Николай Крисанов особо отличился во время битвы за Днепр. По приказу командующего армией в октябре 1943 года он обеспечивал форсирование Днепра подразделениями 51-го стрелкового корпуса в районе села Лютеж Вышгородского района Киевской области Украинской ССР. Крисанов лично руководил строительством 600-метрового моста, по которому на плацдарм переправился весь корпус, а следом ещё и танковый корпус. При строительстве под непрерывным немецким артиллерийским обстрелом был контужен, но остался на своём посту до окончания работ.
Указом Президиума Верховного Совета СССР от 29 октября 1943 года «за успешное форсирование реки Днепр, прочное закрепление плацдарма на западном берегу реки Днепр и проявленные при этом отвагу и геройство» генерал-майору инженерных войск Николаю Васильевичу Крисанову присвоено звание Героя Советского Союза с вручением ордена Ленина и медали «Золотая Звезда».
С марта по декабрь 1944 года — начальник инженерных войск 3-й ударной армии 2-го Прибалтийского фронта, участвовал в Прибалтийской наступательной операции и в блокаде курляндской группировки противника, 
В январе 1945 года генерал Н. В. Крисанов назначен начальником кафедры тактики инженерных войск Военной академии имени М. В. Фрунзе. Жил в «Генеральском доме» (Ленинградский проспект, 75). В августе 1948 года он был уволен в запас. Скончался 12 октября того же года, похоронен на Новодевичьем кладбище Москвы.

## Награды
- Герой Советского Союза (29.10.1943)
- Два ордена Ленина (29.10.1943, 21.02.1945)
- Два ордена Красного Знамени (1.04.1943, 3.11.1944)
- Орден Отечественной войны 1-й степени (29.06.1945)
- Орден Красной Звезды (21.02.1942)
- Медаль «За трудовую доблесть» (21.02.1942)
- Медаль «За оборону Москвы» (вручена 1.05.1944)
- Медали СССР[2]

## Память
- Именем генерала Крисанова названа улица в Перми (1952)[2].
- На здании бывшего реального училища в Перми установлена мемориальная доска.
- В 1954 году один из пассажирских пароходов Камского речного пароходства носил имя «Генерал Крисанов».